# Sainte-Gemmes-sur-Loire
 Sainte-Gemmes-sur-Loire  es una comuna y población de Francia, en la región de Países del Loira, departamento de Maine y Loira, en el distrito de Angers y cantón de Les Ponts-de-Cé.
Su población en el censo de 1999 era de 3.681 habitantes. Forma parte de la aglomeración urbana de Angers.
Está integrada en la Communauté d'agglomération Angers Loire Métropole, que a su vez está integrada en el Pays Loire-Angers.

## Demografía
| 4347 | 4789 | 4466 | 4345 | 3803 | 3681 |
| Para los censos de 1962 a 1999 la población legal corresponde a la población sin duplicidades (Fuente: INSEE [Consultar]) |      |      |      |      |      |